# Suction Diesel Injection
Suction Diesel Injection (SDI) jest konstrukcją wolnossącego silnika ZS o wtrysku bezpośrednim opracowanego i produkowanego przez Volkswagen Group. Jest już nieprodukowaną jednostką napędową dla pewnych samochodów, vanów i łodzi. Produkuje się silniki o pojemności skokowej od 1,7 do 2,5 litra i o różnych parametrach, zależnie od zastosowania.
Silniki SDI są używane tam gdzie trwałość (wysokie przebiegi międzynaprawcze) stoją na pierwszym miejscu. Jako że brakuje im jakiejkolwiek formy doładowania, ich wysilenie jest nieduże w porównaniu do silników turbodoładowanych o podobnej pojemności skokowej. Na przykład silnik 2,0 SDI montowany w samochodzie Volkswagen Golf V ma maksymalną moc na poziomie 75 KM; gdzie silnik turbodoładowany TDI o tej samej pojemności skokowej osiąga 140 lub 184 KM, zależnie od specyfikacji.

## Silniki SDI i ich zastosowanie
| model silnika           | kod silnika                | pojemność skokowa   | moc maksymalna                                                 | maksymalny moment obrotowy                | cechy charakterystyczne                                                                             | zastosowanie i informacje dodatkowe |
| silniki samochodowe     | silniki samochodowe        | silniki samochodowe | silniki samochodowe                                            | silniki samochodowe                       | silniki samochodowe                                                                                 | silniki samochodowe |
| ----------------------- | -------------------------- | ------------------- | -------------------------------------------------------------- | ----------------------------------------- | --------------------------------------------------------------------------------------------------- | --- |
| 1.7 R4 SDI              | AHB, AHG, AKU, AKW         | 1716 cm³            | 44 kW (60 KM) przy 4200 obr./min                               | 115 Nm przy 2200 obr./min                 | Pompa wtryskowa rozdzielaczowa Bosch VP37 sterowana elektronicznie                                  | Volkswagen Lupo, SEAT Arosa, Volkswagen Polo (niektóre rynki), Volkswagen Caddy Typ 9K                                                                                     |
| 1.9 R4 SDI              | ASY, AEY                   | 1896 cm³            | 47 kW (64 KM) przy 4200 obr./min                               | 125 Nm przy 1600-2800 obr./min            | Pompa wtryskowa rozdzielaczowa Bosch VP37 sterowana elektronicznie                                  | Volkswagen Polo III, Volkswagen Polo Classic, Volkswagen Golf III, Volkswagen Caddy Typ 9U/9K, SEAT Inca, Škoda Octavia I, Škoda Fabia I, Volkswagen Bora (niektóre rynki) |
| 1.9 R4 SDI              | AGP, AQM                   | 1896 cm³            | 50 kW (68 KM) przy 4000 obr./min                               | 133 Nm przy 1800 obr./min                 | Pompa wtryskowa rozdzielaczowa Bosch VP37 sterowana elektronicznie                                  | Volkswagen Polo III, Volkswagen Golf IV, Volkswagen Caddy Typ 9U/9K, SEAT Ibiza, SEAT Inca, SEAT León I, Škoda Octavia I, Volkswagen Bora (niektóre rynki)                 |
| 2.0 R4 SDI PD           | BDJ, BST                   | 1968 cm³            | 51 kW (69 KM) przy 4200 obr./min                               | 140 Nm przy 2200-2400 obr./min            | Pompowtryskiwacze Bosch                                                                             | Volkswagen Caddy Typ 2K |
| 2.0 R4 SDI PD           | BDK                        | 1968 cm³            | 55 kW (75 KM) przy 4200 obr./min                               | 140 Nm przy 2200-2400 obr./min            | Pompowtryskiwacze Bosch                                                                             | Volkswagen Golf V |
| 2.5 R5 SDI              | AGX                        | 2461 cm³            | 55 kW (75 KM)                                                  | 160 Nm                                    | Silnik rzędowy pięciocylindrowy, pompa wtryskowa rozdzielaczowa Bosch VP37 sterowana elektronicznie | Volkswagen LT28 i LT35 (05/96-04/01) |
| silniki do napędu łodzi |                            |                     |                                                                |                                           | | |
| 1.9 R4 SDI              | SDI 40-4 SDI 50-4 SDI 60-4 | 1896 cm³            | 29 kW (39 KM) @ 2600 37 kW (50 KM) @ 3000 44 kW (60 KM) @ 3600 | 126 Nm @ 2000 130 Nm @ 2000 129 Nm @ 2000 | Pompa wtryskowa rozdzielaczowa Bosch VP37 sterowana elektronicznie                                  | Małe łodzie motorowe |
| 2.5 R5 SDI              | SDI 55-5 SDI 75-5          | 2461 cm³            | 40 kW (54 KM) @ 2500 55 kW (75 KM) @ 3600                      | 155 Nm @ 2250                             | Silnik rzędowy pięciocylindrowy, pompa wtryskowa rozdzielaczowa Bosch VP37 sterowana elektronicznie | Jachty i łodzie motorowe |
| silniki przemysłowe     |                            |                     |                                                                |                                           | | |
| 1.9 R4 SDI              | 430/BXT                    | 1896 cm³            | 30 kW (41 KM)                                                  |                                           | Pompa wtryskowa rozdzielaczowa Bosch VP37 sterowana elektronicznie                                  | Volkswagen Industrial Motor |
| 1.9 R4 SDI              | 444                        | 1896 cm³            | 44 kW (60 KM) @ 3600                                           | 130 Nm @ 2200                             | Pompa wtryskowa rozdzielaczowa Bosch VP37 sterowana elektronicznie                                  | Volkswagen Industrial Motor |